# Distrito electoral de Georges Creek (Illinois)
Georges Creek (en inglés: Georges Creek Precinct) es un distrito electoral ubicado en el condado de Massac en el estado estadounidense de Illinois. En el Censo de 2010 tenía una población de 322 habitantes y una densidad poblacional de 5,26 personas por km².

## Geografía
Según la Oficina del Censo de los Estados Unidos, tiene una superficie total de 61.19 km², de la cual 60.89 km² corresponden a tierra firme y (0.48%) 0.29 km² es agua.

## Demografía
Según el censo de 2010, había 322 personas residiendo en Georges Creek. La densidad de población era de 5,26 hab./km². De los 322 habitantes, Georges Creek estaba compuesto por el 98.76% blancos, el 0% eran afroamericanos, el 0% eran amerindios, el 0.31% eran asiáticos, el 0% eran isleños del Pacífico, el 0% eran de otras razas y el 0.93% pertenecían a dos o más razas. Del total de la población el 0% eran hispanos o latinos de cualquier raza.